# Camponotus anguliceps
Camponotus anguliceps är en myrart som beskrevs av Hermann Stitz 1938. Camponotus anguliceps ingår i släktet hästmyror, och familjen myror. Inga underarter finns listade.